# St. Thomas (Großbocka)

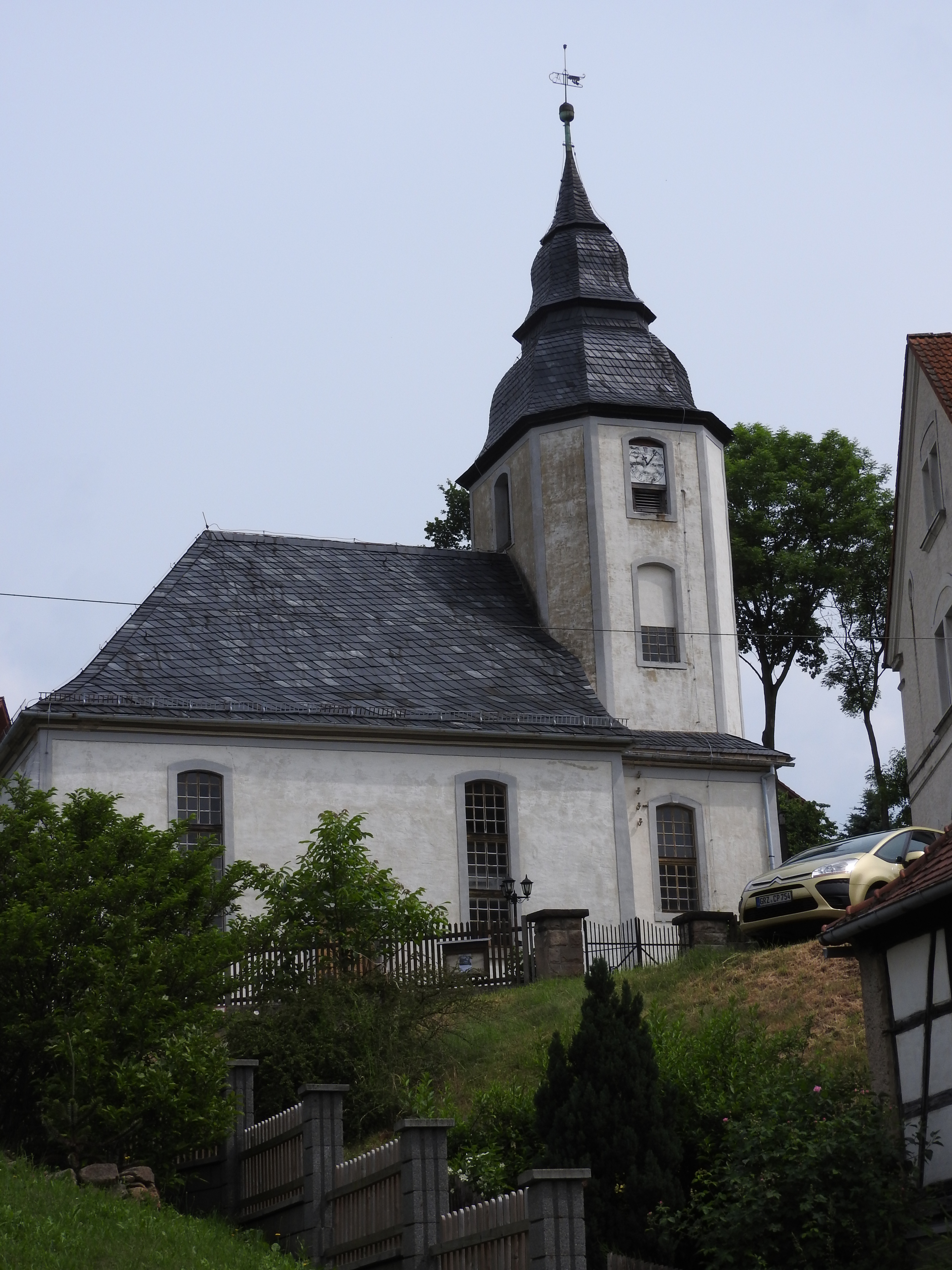
Großbocka, St. Thomas

Die evangelisch-lutherische Dorfkirche St. Thomas steht in Großbocka, einem Ortsteil von Bocka im Landkreis Greiz in Thüringen. St. Thomas gehört zur Kirchengemeinde Großbocka des Pfarrbereichs Münchenbernsdorf im Kirchenkreis Gera der Evangelischen Kirche in Mitteldeutschland.

## Beschreibung
Die im Kern mittelalterliche, von 1753 bis 1756 umgebaute Kirche hat einen viereckigen Chorturm. Die beiden Obergeschosse sind achteckig, in ihnen hängt die Glocke. Darauf sitzt eine barocke geschweifte Haube. Die Fundamente der romanischen Apsis im Osten wurden bei der Restaurierung zwischen 1987 und 1992 freigelegt. Bei der Wiedereinweihung 1992 wurde die Kirche in St. Thomas benannt.
Das Kirchenschiff hat an drei Seiten Emporen. Die Decke von 1753 hat mit Stuck verzierte Vouten. Die Kirche hat eine einfache barocke Kirchenausstattung. Es ist ein barockes Kruzifix vorhanden. 1988 wurde der Kanzelaltar entfernt. Sein Korb steht jetzt am südlichen Mauervorsprung zwischen Kirchenschiff und Chor.

## Orgel
Die Orgel mit 8 Registern, verteilt auf 2 Manuale und Pedal, wurde 1938 als Opus 229 von Gustav Heinze gebaut und verfügt über pneumatische Spiel- sowie Registertraktur. Sie wurde 1992 durch Orgelbau Schönefeld von oberhalb des Altars auf die rückwärtige Empore versetzt, 2007 von derselben – in der Werknachfolge der Erbauerfirma stehenden – Orgelbauwerkstätte restauriert. Ihre Disposition lautet:
| I Hauptwerk C–g3 |             |    |
| 1.               | Gedackt     | 8′ |
| 2.               | Prinzipal   | 4′ |
| 3.               | Mixtur III0 |    |

| II Oberwerk C–g3 |                |    |
| 4.               | Flaut amabile0 | 8′ |
| 5.               | Hohlflöte      | 4′ |
| 6.               | Blockflöte     | 2′ |

| Pedal C–d1 |           |     |
| 7.         | Subbaß    | 16′ |
| 8.         | Oktavbaß0 | 8′  |

- Koppeln:
  - Normalkoppeln II/I, I/P, II/P
  - Superoktavkoppeln II/I, II/II
  - Suboktavkoppel II/I
- Spielhilfen: 2 feste Kombinationen, Windprobe